# De gouden boom
De gouden boom is het dertigste stripalbum uit de reeks De Smurfen. De Nederlandstalige versie verscheen in 2011 bij Standaard Uitgeverij. Het scenario werd geschreven door Thierry Culliford en Alain Jost, Pascal Garray is de tekenaar.

## Verhaal
Naar jaarlijkse traditie zetten de Smurfen in het begin van de lente in hun dorp de gouden boom. Dit is de vergulde stam van een storaxboom die hen lang geleden werd geschonken. De Smurfen geloven dat de boom hen een voorspoedig jaar brengt. Ze starten de lenteceremonie, maar plots begint het te onweren. De gouden boom wordt door de bliksem getroffen en spat helemaal uiteen. De Smurfen vrezen dat hen nu een rampzalig jaar te wachten staat. Ze zien in elk stukje ongeluk een groter onheil. Ze zouden het feest graag overdoen, maar de storax groeit niet in hun buurt. Grote Smurf vraagt hulp aan Homnibus, die hem naar twee broers verwijst. Zij kweken planten, waaronder de storax. De Smurfen krijgen in ruil voor wat goud een storaxstam, die ze onmiddellijk in hun dorp zetten. Al snel blijkt dat ze bedrogen zijn: het is een ander soort boom. De Smurfen slaan nog meer in paniek. Om de Smurfen van hun irrationele paniek af te helpen, maakt Grote Smurf een perkament waarop een ceremonie beschreven staat die hen van wanhopige toestanden moet afhelpen. Hij maakt de Smurfen wijs dat het een oude ceremonie is en ze geloven dan ook snel dat het hen geluk brengt.
Hun positieve kijk is van korte duur: Gargamel vindt door de glinstering van de nieuwe gouden boom het dorp en neemt enkele Smurfen gevangen. Hij ziet de gouden boom en probeert die uit te trekken. Het begint echter weer te onweren en de gouden boom wordt wederom geraakt door de bliksem. Die treft zo ook Gargamel die helemaal de kluts kwijt is. De Smurfen leiden hem terug naar huis. Daarna biecht Grote Smurf op dat hij de Smurfen wat heeft wijsgemaakt. Ze zien in dat ze desondanks toch geluk hadden met Gargamel en hun bijgeloof ebt weg. Het feest wordt verdergezet rond de nieuwe boom.